# 1902 en arts plastiques
| Années des arts plastiques : 1899 - 1900 - 1901 - 1902 - 1903 - 1904 - 1905    |
| Décennies des arts plastiques : 1870 - 1880 - 1890 - 1900 - 1910 - 1920 - 1930 |

Cette page concerne l'année 1902 en arts plastiques.

## Événements
- 10 mai : Première exposition internationale d'art décoratif moderne de Turin. Apparition de l'Art nouveau en Italie.
- juin : La statue Boadicée et ses filles, sculptée par Thomas Thornycroft, est érigée à proximité du pont de Westminster à Londres.

## Naissances
- 3 janvier : Annelise Reichmann, artiste et illustratrice allemande († 21 novembre 2000),
- 9 janvier : Robert Tatin, peintre, sculpteur, architecte et céramiste français († 16 décembre 1983),
- 11 janvier :
  - Géa Augsbourg, peintre, illustrateur et dessinateur de presse suisse († 7 février 1974),
  - André Mériel-Bussy, peintre et graveur français († 29 octobre 1984),
- 19 janvier : David Olère, peintre et sculpteur français († 21 août 1985),
- 25 janvier : Lazare Volovick, peintre né en russie († 11 avril 1977),
- 31 janvier : Jean Picart Le Doux, peintre et tapissier français († 7 mai 1982),
- 3 février : Edmund Wunderlich, alpiniste et peintre suisse († 6 décembre 1985),
- 7 février : Émile Bouneau, peintre et graveur français († 7 janvier 1970),
- 9 février : Ivan Leonidov, architecte, peintre et enseignant russe († 6 novembre 1959),
- 11 février : Arne Jacobsen, designer danois († 24 mars 1971),
- 12 février :
  - Jean Dulac, peintre et sculpteur français († 3 mars 1968),
  - Mario Mafai, peintre italien († 31 mars 1965),
  - Giuseppe Pinot-Gallizio, peintre italien († 13 février 1964),
- 16 février : Pierre Bobot, laqueur français († 23 août 1974),
- 22 février : Alfred Georges Regner, peintre et graveur français († 20 septembre 1987),
- 24 février : Ezio Moioli, peintre italien († 30 septembre 1981),
- 13 mars : Hans Bellmer, peintre allemand († 23 février 1975),
- 14 mars : Aimé Barraud, peintre suisse († 14 février 1954),
- 15 mars : Georges Brisson, peintre, graveur et céramiste français († 3 octobre 1980),
- 16 mars : Alexis Kalaeff, peintre français d'origine russe († 9 février 1981),
- 22 mars : Grégoire Michonze, peintre français d'origine russe († 29 décembre 1982),
- 24 mars : Nedeljko Gvozdenović, peintre serbe puis yougoslave († 31 janvier 1988),
- 31 mars : André Lanskoy, peintre russe et français († 22 août 1976),
- 1er mai : Kostia Terechkovitch, peintre et graveur français d'origine russe († 12 juin 1978),
- 25 mai : Lev Tchistovsky, peintre russe († 23 août 1969),
- 28 mai : Gabriel Robin, peintre français († août 1970),
- 6 juin : Camille Paul Josso, graveur, peintre et illustrateur français († 2 octobre 1986),
- 8 juin : Charles Kiffer, peintre, dessinateur, sculpteur, graveur et affichiste français († 20 janvier 1992),
- 14 juin :  Émile Théodore Frandsen, peintre franco-danois († 11 avril 1969),
- 22 juin : André Guinebert, peintre français († 23 juillet 1990),
- 29 juin : Sylvaine Collin, peintre française († 23 avril 1970),
- 3 juillet : Claude Domec, peintre français († 5 décembre 1981),
- 9 juillet : Ilia Tchachnik, peintre et designer russe puis soviétique († 4 mars 1929),
- 17 juillet : Ernest Boguet, peintre français († 20 octobre 1975),
- 26 juillet : André Filippi, peintre, imagier et santonnier français († 14 avril 1962),
- 31 juillet : David Garfinkiel, peintre français d'origine polonaise († 1970),
- 1er août : Giuseppe Balbo, peintre italien († 26 décembre 1980),
- 7 août : Jean-Baptiste Van Genechten, aquarelliste et lithographe belge († 1986),
- 10 août : Marthe Colleye, peintre française († 14 décembre 1990),
- 15 août : Adolf Hoffmeister, peintre, caricaturiste, illustrateur, scénographe, écrivain, dramaturge, traducteur, commentateur radio, enseignant, critique d'art, diplomate et voyageur tchèque († 24 juillet 1973),
- 29 août : Fernand Guignier, peintre et sculpteur français († 12 août 1980),
- 30 août : Alois Carigiet, peintre, dessinateur et illustrateur suisse († 1er août 1985),
- 1er septembre : Elisabeth Turolt, sculptrice autrichienne († 7 octobre 1966).
- 11 septembre : Georges Ballerat, peintre paysagiste français († 12 décembre 2000),
- 12 septembre : Malcolm de Chazal, poète, écrivain et peintre mauricien († 1er octobre 1981),
- 13 septembre : Richard Paul Lohse, peintre et graphiste suisse († 16 septembre 1988),
- 21 septembre : Toyen, peintre surréaliste austro-hongroise puis tchécoslovaque († 9 novembre 1980),
- 24 septembre : Jean Besancenot, photographe, peintre, dessinateur et ethnologue français († 27 juillet 1992),
- 29 septembre : Kenzō Okada, peintre japonais († 25 juillet 1982),
- 10 octobre : Dick Ket, peintre néerlandais († 15 septembre 1940),
- 26 octobre : Gaston Goor, peintre, illustrateur et sculpteur français († 13 décembre 1977),
- 27 octobre : André Charigny, peintre français († 26 janvier 2000),
- 30 octobre :
  - María Izquierdo, peintre mexicaine († 3 décembre 1955),
  - Semyon Tchouikov, peintre russe puis soviétique († 18 mai 1980),
- 12 novembre :
  - Giuseppe Gambarini, peintre italien († 30 mai 1990),
  - André Regagnon, peintre français († 3 juillet 1976),
- 21 novembre : Marko Čelebonović, peintre serbe puis yougoslave († 23 juillet 1986),
- 29 novembre : Carlo Levi, écrivain et peintre italien († 4 janvier 1975),
- 8 décembre : Wifredo Lam, peintre cubain  († 11 septembre 1982),
- 12 décembre :
  - Juan José Calandria, peintre et sculpteur uruguayen († 18 juillet 1980),
  - Louis Marchand des Raux, peintre et lithographe († 13 janvier 2000),
- 18 décembre : Haïm Attar, peintre israélien († 1953),
- 20 décembre : Tatiana Mavrina, peintre et illustratrice soviétique puis russe († 19 août 1996),
- 21 décembre : Jean Milhau, peintre français († 7 mai 1985),
- 22 décembre : Albert Montmerot, peintre paysagiste français († 15 juin 1942),
- 30 décembre : Anton Prinner, peintre, graveur et sculpteur français d'origine hongroise († 5 avril 1983),
- ?
  - Marie-Renée Chevallier-Kervern, graveuse et peintre française († 1987),
  - Maurice Delavier, peintre orientaliste et graveur français († 27 novembre 1986),
  - Refik Epikman, peintre turc († 17 mai 1974),
  - Inada Saburō, peintre et graveur japonais († 1970),
  - Charles Jaffeux, peintre et graveur français († 1941),
  - Fred Pailhès, peintre français († 1991),

## Décès
- 25 janvier : Germain Détanger, peintre français (° 27 juillet 1846),
- 7 février : Thomas Sidney Cooper, peintre britannique (° 26 septembre 1803),
- 16 février : Luigi Capello, peintre italien (° 2 janvier 1843),
- 18 février :
  - Albert Bierstadt, peintre américain d'origine allemande (° 7 janvier 1830),
  - Marcellin Desboutin, peintre, graveur et écrivain français (° 26 août 1823),
- 3 mars : Henri Gourgouillon, sculpteur français (° 16 janvier 1858),
- 22 mars: Vincenzo Cabianca, peintre italien (° 20 juin 1827),
- 24 mars : Achille Talarico, peintre italien de l'école napolitaine (° 22 janvier 1837),
- 25 avril : Louis-Félix Chabaud, sculpteur et graveur français (° 14 mars 1824),
- 7 mai : Guido Boggiani, peintre, dessinateur, photographe et ethnologue italien (° 25 septembre 1861),
- 8 mai : Paul Merwart, peintre franco-polonais (° 25 mars 1855),
- 12 mai : François Henri Nazon, peintre de genre et de paysages français (° 23 décembre 1821),
- 19 mai : Laurent Jacquot-Defrance, peintre français (° 22 avril 1874),
- 21 mai : Paul Lazerges, peintre français (° 10 janvier 1845),
- 28 mai : Ernest Michel, peintre français (° 30 juillet 1833),
- 29 mai : Mikhaïl Klodt, peintre russe (° 11 janvier 1833),
- 19 juin : Alphonse Combe-Velluet, peintre français (° 13 décembre 1843),
- 28 juin : Suzanne Estelle Apoil, peintre décoratrice française de la Manufacture nationale de Sèvres (° 19 octobre 1825),
- 28 juillet : Jean-Georges Vibert, peintre de genre et dramaturge français (° 30 septembre 1840),
- 3 août : Marie Ferdinand Jacomin, peintre paysagiste français (° 6 avril 1844),
- 7 août : Eugène Cottin, peintre et caricaturiste français (° 2 octobre 1841),
- 8 août : James Tissot, peintre et graveur français (° 15 octobre 1836),
- 13 août : Léon Brard, peintre et céramiste français (° 20 février 1830),
- 7 septembre : Vincenzo Acquaviva, peintre italien (° 5 août 1832),
- 9 septembre : Paul Liot, peintre français (° 17 avril 1855),
- 7 octobre : Julie Wilhelmine Hagen-Schwarz, peintre germano-balte (° 27 octobre 1824),
- 5 novembre : Louis Hector Pron, peintre français (° 29 décembre 1817),
- 26 novembre : Arseni Mechtcherski, peintre paysagiste russe (° 1834),
- 17 décembre :
  - Cyrille Besset, peintre français (° 4 mars 1861),
  - Martín Tovar y Tovar, peintre vénézuélien (° 10 février 1827),
- ? :
  - Alfred Cluysenaar, peintre belge (° 24 septembre 1837),
  - José María Obregón, peintre portraitiste mexicain (° 1832),
  - Silvestro Valeri, peintre italien (° 31 décembre 1814).